# Disney Junior România
Disney Junior este un canal de televiziune pentru preșcolari ce difuzează programe special concepute pentru aceștia, bazându-se în special pe educația copiilor cu vârste cuprinse între 2 și 5 ani. Programul Disney Junior este difuzat în limba română. Pe 11 februarie 2019, Disney Junior și-a schimbat logo-ul devenind complet galben. 
În Statele Unite, Playhouse Disney a fost înlocuit de blocul Disney Junior la data de 14 februarie 2011. În România, rebranding-ul a avut loc pe data de 1 iunie 2011.
Disney Junior a migrat masiv câteva dintre posturile sale către Disney Channel.
Pe 10 februarie 2019, Disney Junior și-a schimbat logo-ul complet devenind galben, si a fost mutat in partea de sus. Au fost schimbate si ident-urile si promo-urile.

## Despre Disney Junior
Disney Junior găzduiește o serie de programe exclusive foarte îndrăgite de copiii tăi și seriale precum Jake și Pirații din Țara de Nicăieri, Clubul lui Mickey Mouse, Moto-animăluțele din junglă, Manny Iscusitul și Agentul Special Oso sunt doar câteva dintre programele de care se vor putea bucura copiii din 1 iunie, când s-a lansat Disney Junior. Seriale noi precum Jake și Pirații din Țara de Nicăieri au avut premiera tot la 1 iunie.
Animațiile și serialele Disney Junior combină inegalabilele povești Disney și personajele îndrăgite de copii cu învățarea, inclusiv matematică, limbi străine, nutriție și stiluri de viață sănătoase, precum și abilități sociale. 
Disney Junior reflectă legătura emoțională pe care o au generații întregi cu poveștile și personajele Disney, atât clasice cât și contemporane. Programul îi invită pe părinți să se alăture copiilor lor în experiența unică Disney, care cuprinde povești magice, muzicale și emoționale, dar și personaje extraordinare, precum și teme specifice de învățare și dezvoltare care îi încurajează pe copii să învețe prin joc.
Disney Junior a fost lansat împreună cu Luminița Anghel, una dintre cele mai cunoscute mame și artiste din România. Cântăreață și mamă, Luminița Anghel interpretează “Cântecul mamei”, un cântec de leagăn tradițional, primul dintr-o serie de 12 poezii animate minunate care au fost difuzate la Disney Junior pe 1 iunie. Fiecare poezie însoțește un montaj din filme clasice de animație Disney, precum Bambi, Dumbo, Doamna și Vagabondul, propunându-și să introducă o nouă generație de copii în lumea minunată a poeziilor bine citite.
În România, Disney Junior este disponibil ca și canal. Disney Junior ca bloc pe Disney Channel România a fost lansat la 1 iunie 2011 înlocuind blocul Playhouse Disney, iar Disney Junior ca și canal a fost lansat la 1 martie 2012.
Serialele și filmele Disney Junior sunt traduse în România de studiourile Ager Film și Fast Production Film.

### Disney Junior ca și canal TV
Varianta în limba română a canalului a fost lansată pe data de 1 martie 2012.

### Disney Junior ca bloc pe Disney Channel
Disney Junior a fost un bloc de pe Disney Channel ce a difuzat programe special concepute pentru copii, bazându-se în special pe educația copiilor cu vârsta începând de la 2 până la 5 ani. Disney Junior a fost difuzat de Luni până Vineri între orele 8:00 și 10:00 AM și de la 6:00 la 6:50 AM în weekenduri.